# George Thiemeyer Hemmeter
George Thiemeyer Hemmeter (1906 – ngày 8 tháng 4 năm 2000) là nhà phát minh người Mỹ chủ yếu nổi tiếng nhờ chế tạo ra máy bán báo tự động. Ông cũng nảy ra ý tưởng khác dành cho các thiết bị như máy sấy thực phẩm được sử dụng trong Thế chiến thứ hai và máy giặt tự cân bằng.